# ولردینگن
ولردینگن (به فرانسوی: Vœllerdingen) یک کمون در فرانسه است که در Canton of Sarre-Union واقع شده‌است.

## خصوصیات
ولردینگن ۱۳٫۰۵ کیلومترمربع مساحت و ۴۳۳ نفر جمعیت دارد و ۲۲۵ متر بالاتر از سطح دریا واقع شده‌است.